# Phialogeniculata guadalcanalensis
Phialogeniculata guadalcanalensis är en svampart som beskrevs av Matsush. 1971. Phialogeniculata guadalcanalensis ingår i släktet Phialogeniculata och familjen Chaetosphaeriaceae.   Inga underarter finns listade i Catalogue of Life.